# Ctenophthalmus orientalis
Ctenophthalmus orientalis är en loppart som beskrevs av Wagner 1898. Ctenophthalmus orientalis ingår i släktet Ctenophthalmus och familjen mullvadsloppor. Utöver nominatformen finns också underarten C. o. jakupicae.